# Барде, Конрад
Конрад Барде (нем. Konrad Barde; 13 ноября 1897 — 4 мая 1945) — немецкий военачальник, генерал-майор вермахта, командующий несколькими пехотными дивизиями во время Второй мировой войны. Кавалер Рыцарского креста Железного креста, высшего ордена нацистской Германии. Покончил жизнь самоубийством 4 мая 1945 года.

## Награды
- Железный крест (1914) 2-го и 1-го класса (Королевство Пруссия)
- Почётный крест Первой мировой войны 1914/1918 с мечами (26 января 1935)
- Медаль «В память 1 октября 1938 года» с пряжкой «Пражский замок»
- Пряжка к Железному кресту (1939) 2-го и 1-го класса
- Немецкий крест в золоте (26 декабря 1941)
- Медаль «За зимнюю кампанию на Востоке 1941/42»
- Рыцарский крест Железного креста (5 января 1943)